# Oulema minuta
Oulema minuta är en skalbaggsart som beskrevs av R. White 1993. Oulema minuta ingår i släktet Oulema och familjen bladbaggar. Inga underarter finns listade i Catalogue of Life.